# Puerta del diablo (arquitectura)
Las puertas del diablo son elementos estructurales que se encuentran en el muro norte de algunas iglesias medievales y antiguas del Reino Unido. Son particularmente comunes en el histórico condado de Sussex, donde más de 40 iglesias existentes tienen una. Tienen sus orígenes en la era cristiana primitiva, cuando el culto precristiano todavía era popular, y a menudo eran simplemente estructuras simbólicas, aunque a veces se usaban como entradas genuinas.

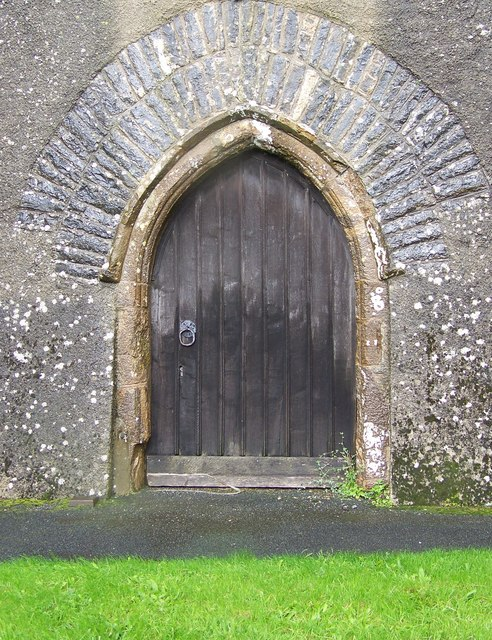
La puerta del diablo en la Iglesia de San Pedro y San Pablo, Broadhempston, Devon

## Funciones

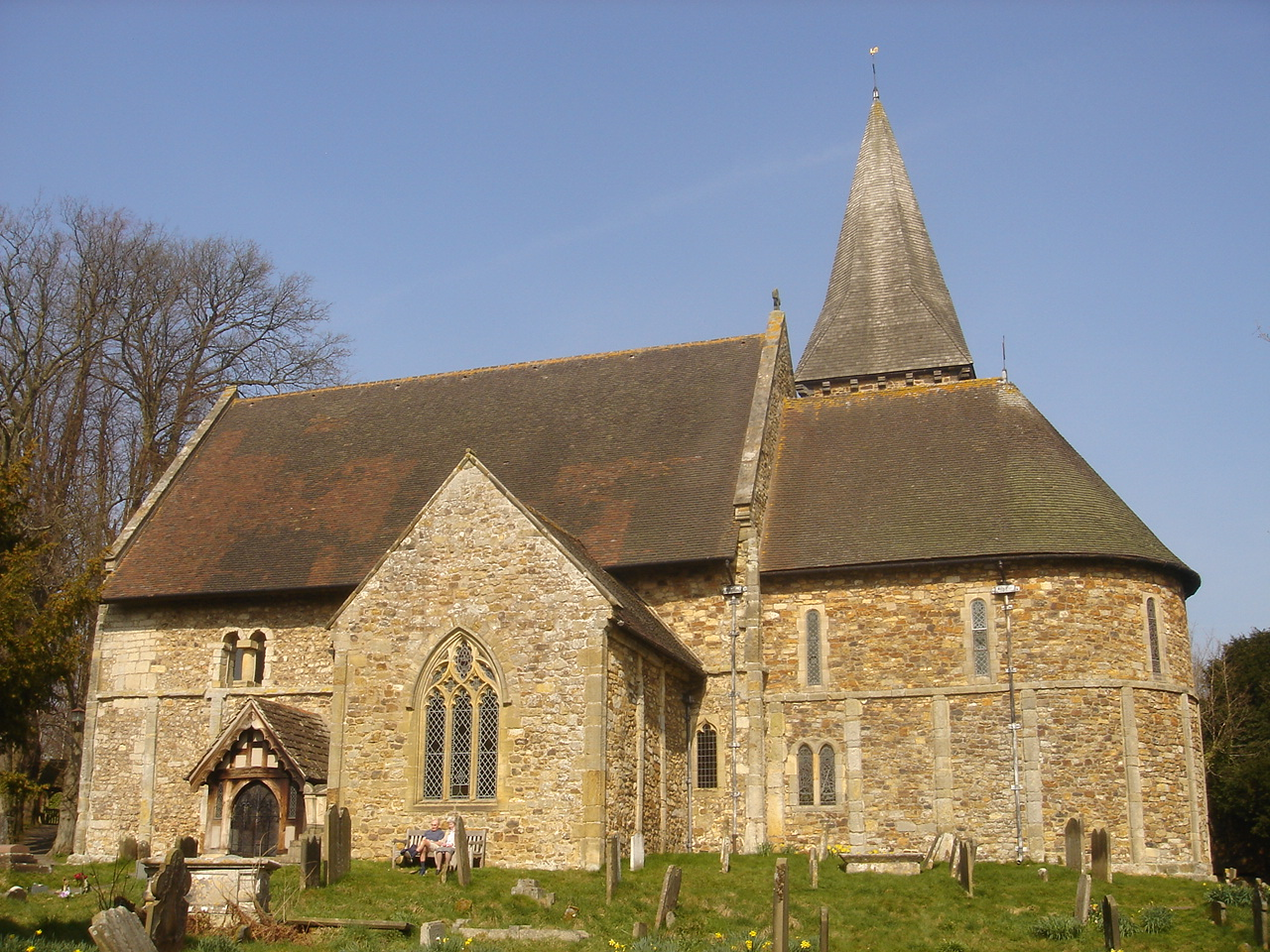
La iglesia de San Nicolás de la era sajona en Worth, West Sussex, tiene una puerta del diablo

Antes y durante la Edad Media, se consideraba que la cara norte de una iglesia pertenecía al diablo y a personas consideradas paganas. Las iglesias se construían invariablemente al norte de las carreteras y caminos, para asegurar que su entrada principal estuviera en el lado sur. También era común que se construyeran en lugares sagrados precristianos. Estos lugares todavía eran considerados sagrados por sus antiguos adoradores, quienes a menudo continuaban visitándolos. A menudo se insertaba una entrada en el lado norte "pagano" de la iglesia para permitirles entrar y adorar en el sitio. Debido a la asociación de ese lado con el diablo, se estableció el nombre de "puerta del diablo".
Un propósito posterior y más común (especialmente en Sussex) fue permitir que el diablo escapara de la iglesia. Una creencia generalizada en la Edad Media sostenía que el Diablo residía en el alma de un niño no bautizado; en el bautismo, el diablo sería expulsado del niño y tendría que poder irse. En consecuencia, a menudo se construía una puerta en el muro norte para este propósito. Estas puertas eran a menudo demasiado pequeñas para tener un uso real y, por lo tanto, eran solo figurativas. La mayoría de las puertas que quedan han sido tapiadas, supuestamente para evitar que el diablo vuelva a entrar.

## Ejemplos

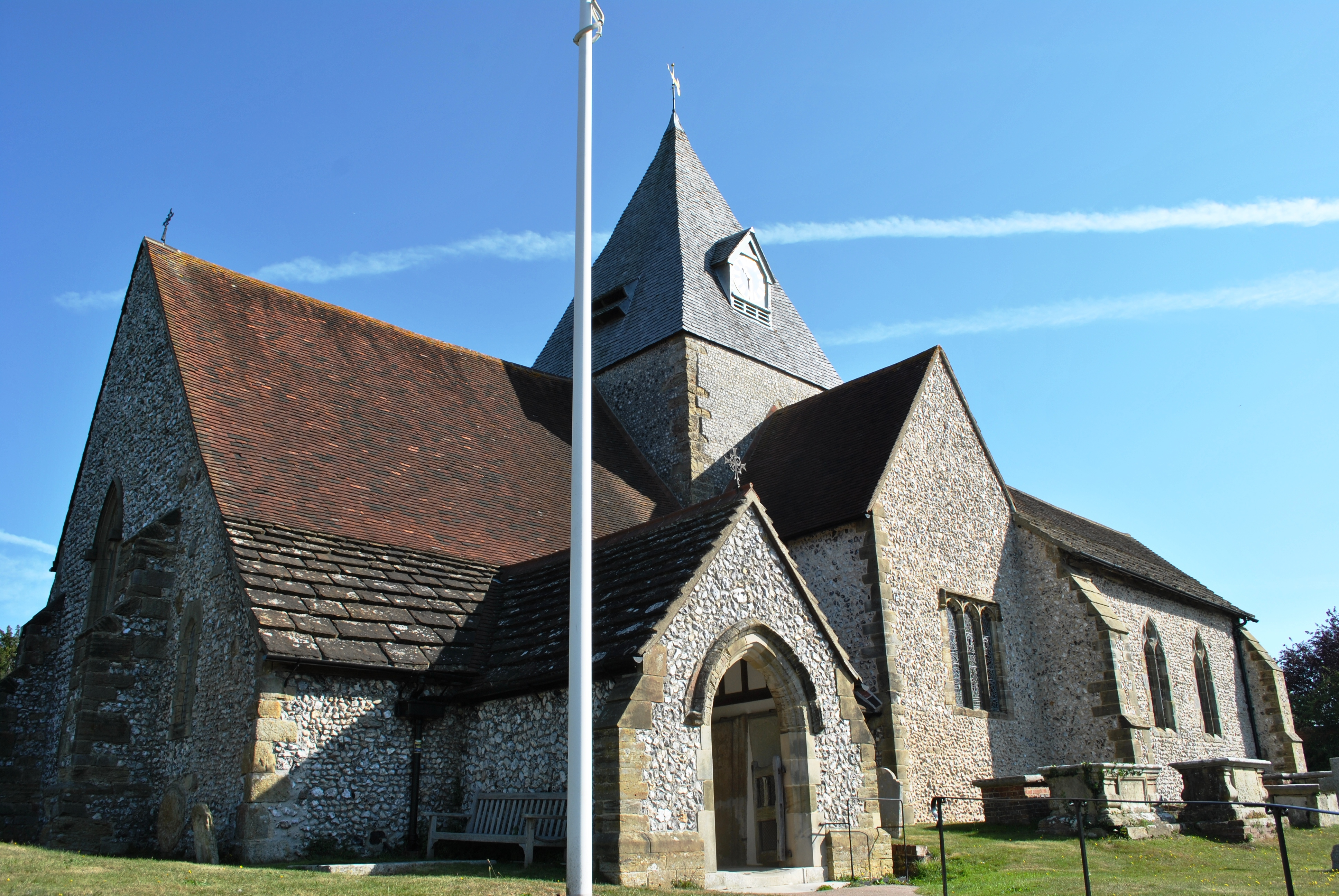
Iglesia de Santa Margarita, Ditchling, puerta del diablo

Las puertas del diablo se pueden encontrar en toda Gran Bretaña, pero se concentran en el condado de Sussex, donde se incluyen ejemplos notables:
- Iglesia de Santa Margarita, Ditchling
- Iglesia de San Pedro, Hamsey
- Iglesia de Santa Elena, Hangleton
- Iglesia de Todos los Santos, Patcham
- Santa María la Santísima Virgen, Sompting[1]
- Iglesia de San Nicolás, Worth[4]